# Matthias Jung (Elektrotechniker)

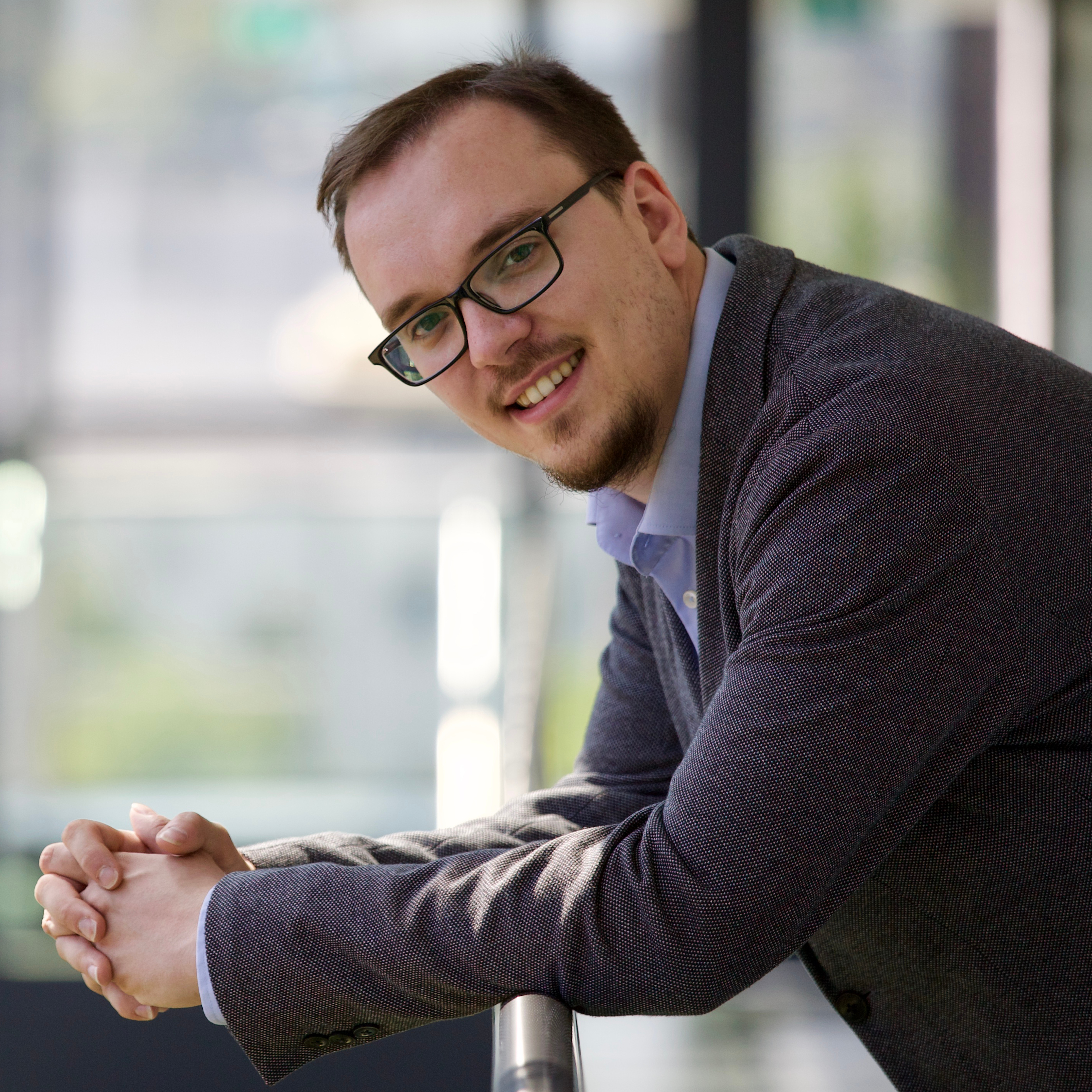
Matthias Jung (2020)

Matthias Jung (* 1987 in St. Ingbert) ist ein deutscher Elektrotechniker und Hochschullehrer. Er ist seit 2023 Professor für Technische Informatik an der JMU Würzburg.

## Leben
Matthias Jung wurde 1987 in St. Ingbert geboren. Von 2006 bis 2011 studierte er Elektro- und Informationstechnik an der TU Kaiserslautern. Danach arbeitete er als wissenschaftlicher Mitarbeiter am Lehrstuhl „Entwurf Mikroelektronischer Systeme“ von Norbert Wehn. Im Jahr 2017 promovierte er mit summa cum laude über das Thema „System-Level Modeling, Analysis and Optimization of DRAM Memories and Controller Architectures“. Für diese Arbeit erhielt er im Jahr 2018 den European Design and Automation Association (EDAA) Outstanding Dissertation Award. Am Fraunhofer IESE leitete er seit 2017 viele Forschungs- und Industrieprojekte im Bereich der eingebetteten Systeme. Von 2018 bis 2024 war er stellvertretender Geschäftsführer im Fraunhofer Leistungszentrum „Simulation- und Softwarebasierte Innovation“.
Er ist aktiver Funkamateur (Amateurfunkrufzeichen DL9MJ und AJ9MJ) und interessiert sich insbesondere für COTA („Burgen auf Sendung“) und SOTA („Gipfel auf Sendung“). Im Deutschen Amateur-Radio-Club (DARC) ist er seit 2021 Referent für Ausbildung, Jugendarbeit und Weiterbildung. Von Januar 2023 bis März 2023 war er Professor für Embedded Systems an der htw saar. Seit April 2023 ist er Professor für Technische Informatik an der JMU Würzburg und unterrichtet dort Digitaltechnik, Computerarchitektur sowie Amateurfunk. Am 29. Juni 2024 erhielt er zusammen mit seinem Team den Ulrich L. Rohde Award für die Leistungen im Bereich der Ausbildung zu Software Defined Radio im Rahmen der SDR Academy auf der Ham Radio in Friedrichshafen. Am 27. Juni 2025 erhielt Jung den Rudolf-Horkheimer-Preis für seine Arbeiten im Bereich der Amateurfunkausbildung.

## Forschung und Lehre
Jungs Forschungsschwerpunkte umfassen eingebettete Systeme, virtuelle Prototypen und Speichersysteme, insbesondere DRAM-Speicher. In diesem Bereich hat er über 70 Publikationen auf einschlägigen Konferenzen und Zeitschriften.

## Publikationen (Auswahl)
- Mit C. Weis und N. Wehn: DRAMSys: A flexible DRAM Subsystem Design Space Exploration Framework. In: IPSJ Transactions on System LSI Design Methodology (T-SLDM), Oktober 2015 (online).
- Mit C. Weis et al.: TLM Modelling of 3D Stacked Wide I/O DRAM Subsystems: a Virtual Platform for Memory Controller Design Space Exploration. In: HiPEAC Workshop on Rapid Simulation and Performance Evaluation (RAPIDO), 2013 (online).
- Mit S. A. McKee et al.: Driving Into the Memory Wall: The Role of Memory for Advanced Driver Assistance Systems and Autonomous Driving. In: ACM International Symposium on Memory Systems (MEMSYS 2018), Oktober 2018, Washington DC, USA (online).
- Mit J. Lowe-Power et al.: The gem5 Simulator: Version 20.0+, A new era for the open-source computer architecture simulator. In: arXiv Preprint, Juli 2020 (online).
- Mit D. Mathew et al.: Approximate Computing with Partially Unreliable Dynamic Random Access Memory: Approximate DRAM. In: Design Automation Conference (DAC), Juni 2016 (online).
- System-Level Modeling, Analysis and Optimization of DRAM Memories and Controller Architectures. In: Forschungsberichte Mikroelektronik (26), University of Kaiserslautern, Mai 2017.
- Mit D. Mathew et al.: Omitting Refresh: A Case Study for Commodity and Wide I/O DRAMs. In: International Symposium on Memory Systems (MEMSYS), Oktober 2015 (online).